# To All the Girls I've Loved Before
«To All the Girls I've Loved Before» (en español: A todas las mujeres que yo he amado) es una canción escrita por Hal David (letra) y Albert Hammond (música).
Fue grabada originalmente en 1975 por Albert Hammond en su álbum 99 Miles from L.A., pero se hizo famosa en 1984 cuando fue interpretada por Julio Iglesias y Willie Nelson, versión que apareció en el álbum de Iglesias 1100 Bel Air Place. 

## Versiones
En español
- Pedro Fernández y Bertín Osborne en el álbum Deseos y Delirios 1996
- El grupo de crossover clásico Il Divo, en 2015, incluido en su álbum Amor & Pasión.
- Los hermanos Castro

En inglés
- Julio Iglesias. La canción alcanzó el #5 en la Billboard Hot 100 estadounidense y #1 en el canadiense RPM. Fue interpretada a dúo con Willie Nelson.[1] Iglesias alcanzó el éxito más grande en los Estados Unidos y Canadá, y el éxito europeo más grande fue de Nelson. La canción también apareció en las listas australianas, sudafricanas y de Nueva Zelanda. En 1984, Nelson e Iglesias fueron nombrados "Dúo del año" por la Asociación de Música del País, y "To All the Girls I've Loved Before" fue nombrada canción del año por la Academia de Música de País.

- Merle Haggard
- Engelbert Humperdinck
- Alanis Morissette.[2]

En francés
- Fue interpretada por el dúo de Félix Gris y Didier Barbelivien.